# Championnats du monde juniors de ski alpin 2015
Navigation
Édition précédente Édition suivante
La 34e édition des Championnats du monde juniors de ski alpin se déroule du 5 mars 2015 au 14 mars 2015 à Hafjell en Norvège.

## Podiums

### Hommes
| Épreuve                 | Médaille d'or        | Médaille d'argent | Médaille de bronze |
| Descente 13/03/2015     | Henri Battilani      | Marcus Monsen     | Niels Hintermann   |
| Super G 11/03/2015      | Miha Hrobat          | Stefan Hadalin    | Loïc Meillard      |
| Slalom géant 08/03/2015 | Henrik Kristoffersen | Loïc Meillard     | Marcus Monsen      |
| Slalom 09/03/2015       | Henrik Kristoffersen | Marco Schwarz     | AJ Ginnis          |
| Combiné, 11/03/2015     | Loïc Meillard        | Stefan Hadalin    | Miha Hrobat        |

### Femmes
| Épreuve                   | Médaille d'or       | Médaille d'argent     | Médaille de bronze  |
| Descente 13/03/2015       | Mina Fürst Holtmann | Maria Therese Tviberg | Nicol Delago        |
| Super G 10/03/2015        | Federica Sosio      | Mina Fürst Holtmann   | Rahel Kopp          |
| Slalom géant 07/03/2015   | Nina Ortlieb        | Stephanie Brunner     | Valérie Grenier     |
| Slalom 09/03/2015         | Paula Moltzan       | Marlene Schmotz       | Katharina Truppe    |
| Super Combiné, 03/03/2014 | Rahel Kopp          | Romane Miradoli       | Mina Fürst Holtmann |

### Team Event
| Épreuve               | Médaille d'or | Médaille d'argent | Médaille de bronze |
| Team Event 08/03/2015 | Norvège       | Autriche          | Allemagne          |

## Tableau des médailles
| Rang | Nation     | Or | Argent | Bronze | Total |
| ---- | ---------- | -- | ------ | ------ | ----- |
| 1    | Norvège    | 4  | 3      | 2      | 9     |
| 2    | Suisse     | 2  | 1      | 3      | 6     |
| 3    | Italie     | 2  | 1      | 0      | 3     |
| 4    | Autriche   | 1  | 3      | 1      | 5     |
| 5    | Slovénie   | 1  | 2      | 1      | 4     |
| 6    | États-Unis | 1  | 0      | 1      | 2     |
| 7    | Allemagne  | 0  | 1      | 1      | 2     |
| 8    | France     | 0  | 1      | 0      | 1     |
| 7    | Canada     | 0  | 0      | 1      | 1     |